# Medicare magánkórház
A budapesti Medicover Magánkórház a Medicover nemzetközi egészségbiztosító és magánegészségügyi szolgáltató kötelékébe tartozó intézmény. 2016-ban nyílt meg Budapest 13. kerületében. A tervezés és a kialakítás során ügyeltek arra, hogy a megszokott hideg és steril közeg helyett egy melegebb és emberközelibb környezetben biztosítsák az egészségügyi szolgáltatásokat.
A kórházban elvégzett műtétekről és a szolgáltatásról számos visszajelzés található az intézményhez köthető Google értékelési rendszerében, amelynek jelenlegi átlaga 4.2.

## A Medicover Magánkórház szolgáltatásai
Fekvőbeteg ellátás
- Általános sebészeti műtétek: aranyér műtét, longo aranyér műtét, bőrelváltozások eltávolítása, epekő műtét, lézeres visszérműtét, sérvműtét, végbélpolip műtét, végbélsipoly műtét

- Fül-orr-gégészeti műtétek: FESS műtét, horkolásgátló műtét, gyermek torokmandula műtét, torokmandula műtét, orrkagyló kisebbítő műtét, gyermek orrmandula műtét, orrmandula műtét, orrsövényműtét, pajzsmirigy műtét

- Kézsebészeti műtétek: Dupuytren-kontraktúra műtét, kéztő alagút szindróma műtét, könyök alagút szindróma műtét, ganglion eltávolítás, pattanó ujj műtét

- Nőgyógyászati műtétek: Bartholin ciszta eltávolítás, diagnosztikus hiszteroszkópia, hiszteroszkópos mióma eltávolítás, laparoszkópos mióma eltávolítás, laparoszkópos petefészek ciszta eltávolítás, méhkaparás, méhnyakműtét/konizáció, méhnyakműtét/krioterápia, petevezeték átjárhatósági vizsgálat

- Ortopédiai műtétek: kéztő alagút szindróma műtét, könyök alagút szindróma műtét, artroszkópos térdműtét (meniscus műtét, elülső keresztszalag műtét, térdkalács elmozdulás műtét, porcfelpuhulás műtét), bütyök műtét, ganglion eltávolítás, kalapácsujj műtét, lézeres porckorong dekompresszió, pattanó ujj műtét, térdprotézis beültetés, vállműtét

- Szemészeti műtétek: szemészeti kisműtétek, szürkehályog műtét és műlencse beültetése

- Urológiai műtétek: anti inkontinencia műtét, laparoszkópos here visszértágulat műtét

Járóbeteg ellátás
aneszteziológia, angiológia, audiológia, belgyógyászat, bőrgyógyászat, endokrinológia, érsebészet, ENG/EMG vizsgálat, fül-orr-gégészet, gasztroenterológia, gyermek szakrendelések, hematológia, kardiológia, neurológia, nőgyógyászat, ortopédia, proktológia, pulmonológia, reumatológia, plasztikai sebészet, sebészet, szemészet, traumatológia, urológia
Fejlett diagnosztikai vizsgálatok
MR vizsgálatok, CT vizsgálatok, gyomortükrözés, vastagbéltükrözés, ultrahang vizsgálatok, röntgen vizsgálatok, tomoszintézis, látótér vizsgálat, OCT vizsgálat
Laboratóriumi vizsgálatok
Széleskörű laboratóriumi vizsgálatok.